# Festivales de Azerbaiyán
Este artículo incluye los festivales, que celebrados en la República de Azerbaiyán o en otros países por parte de Azerbaiyán.

## Festival Internacional de Música de Gabala
Festival Internacional de Música de Gabala es un festival de música clásica que se celebra anualmente en Gabala. Este festival fue organizado por primera vez en el año 2009. El festival está organizado con el apoyo de la Fundación Heydar Aliyev por la iniciativa del rector de la Academia de Música de Bakú, Farhad Badalbeyli y director Dmitri Yablonski.

## Festival de Jazz de Bakú
El Festival de Jazz de Bakú es un festival cultural que se celebra desde el año 2005.

## Festival de Música de Uzeyir Hajibeyov
El Festival Internacional de Música de Uzeyir Hajibeyov  es un festival de música clásica.  El Festival Internacional de Música dedicado a la creatividad de famoso compositor de Azerbaiyán, Uzeyir Hajibeyov se celebró por primera vez en septiembre del año 2009.

## Festival de Mstislav Rostropóvich en Bakú
El Festival Internacional de Mstislav Rostropóvich es un festival organizado por Mstislav Rostropóvich en 2006, en Bakú y dedicado al 100.º aniversario del nacimiento de Dmitri Shostakóvich. Los organizadores del festival son el Ministerio de Cultura y Turismo de Azerbaiyán, la Fundación Mstislav Rostropóvich y la Fundación Heydar Aliyev.

## Festival de la Granada
El Festival de la Granada es un festival cultural que se celebra anualmente en Göyçay. Este festival fue organizado por primera vez en el año 2011. El festival presenta las granadas de Göyçay. El festival de la granada normalmente se celebra en octubre. El festejo Nar Bayrami en 2020 integró la lista de bienes inmateriales del Patrimonio de la UNESCO.

## Festival de la Manzana
El Festival de la Manzana es un festival cultural que se celebra anualmente en los días de cosechar manzanas en Quba. Este festival fue organizado por primera vez en el año 2012. El festival presenta las manzanas de Quba. También esta fiesta se llama "Festín de Manzana" porque este festival se dedica no sólo a manzanas pero a otros cultivos de fruta.

## Festival de la Uva y el Vino
El Festival de la Uva y el Vino de Azerbaiyán se celebró por primera vez del 30 al 31 de agosto del 2019 en la aldea de Meysari, en la región de Shamaji. Este evento fue realizado con la organización conjunta de la Fundación Heydar Aliyev, Alcaldía de Shamaji, Unión Pública “Regional İnkişaf”, Agencia Estatal de Turismo y Museo Nacional de Alfombras de Azerbaiyán.